# Holzegg
Die Holzegg ist ein 1405 m ü. M. hoher Passübergang vom Alptal nach Schwyz im Schweizer Kanton Schwyz. Sie ist der Ausgangspunkt des Bergwanderwegs auf den Gross Mythen. Auf der Holzegg befinden sich ein Berggasthaus und eine hölzerne Bergkapelle, erbaut 1949, die dem heiligen Bruder Klaus geweiht ist.

## Erschliessung
Von Brunni, der höchstgelegenen Siedlung im Alptal, führt die Luftseilbahn Brunni–Holzegg auf die Holzegg. Die Holzegg ist auch von Rickenbach bei Schwyz mit der Rotenflue-Bahn und zusätzlichen 30 Minuten Fussweg T1 leicht erreichbar.
Die Holzegg ist Zielort des Sieben-Egg-Wegs (Fuederegg – Spirstock – Windegg – Sternenegg – Ibergeregg – Müsliegg – Stäglerenegg – Holzegg), der etwa dreieinhalb Stunden Wanderzeit benötigt.
Ausserdem führen hier der Schwyzer Höhenweg (regionale Route 63) und der Mythenweg (lokale Route 829) vorbei.